# Beigongmen
Beigongmen (in cinese: 北宫门站S, Běigōngmén zhànP) è una stazione della linea 4 della metropolitana di Pechino.
La stazione prende il nome dalla vicina Porta Beigong (北宫 Běigōng, nome proprio; 门 mén, porta) adiacente il lato ovest del Palazzo d'Estate. La stazione è entrata in funzione in concomitanza dell'inaugurazione della linea 4, il 28 settembre 2009.

## Posizione
La stazione di Beigongmen è situata su Yiyehuan Road, nel distretto di Haidian, a sud del Palazzo d'Estate, a est della Porta Beigong e a nord della Scuola centrale del Partito Comunista Cinese.

## Struttura e impianti
La stazione di Beigongmen è formata da una banchina mediana sotterranea, organizzata in due livelli: il primo livello sotterraneo è adibito all'atrio, mentre il secondo livello sotterraneo è quello dei binari con la banchina per la salita e discesa dei passeggeri. La stazione ha una struttura a telaio rettangolare disposta su due piani, lunga 175,2 metri e larga 18,7. Il corpo principale della stazione è stato costruito utilizzando il metodo cut and cover. La stazione interna presenta decorazione di colore giallo chiaro.
L'atrio della stazione, situato al primo piano sotterraneo, è dotato di due rampe di scale che lo collegano alla banchina. Dalla banchina all'area dei tornelli ci sono le scale mobili, mentre al centro dell'atrio è presente un ascensore che porta direttamente alla banchine. La banchina è dotata di porte di banchina a tutta altezza con lucernario, completamente automatizzate. Nella banchina sono anche disponibili i servizi igienici.
La stazione è dotata di tre ingressi e uscite, indicati con le lettere A1, C e D. L'uscita C è accessibile anche ai portatori di handicap grazie alla presenza di ascensori.

## Servizi
La stazione dispone di:
- Accessibilità per portatori di handicap (solo uscita C)
- Ascensori (solo uscita C)
- Scale mobili
- Emettitrice automatica biglietti
- Servizi igienici
- Sportello automatico
- Distributori automatici
- Stazione video sorvegliata
- Ufficio polizia

### Orari

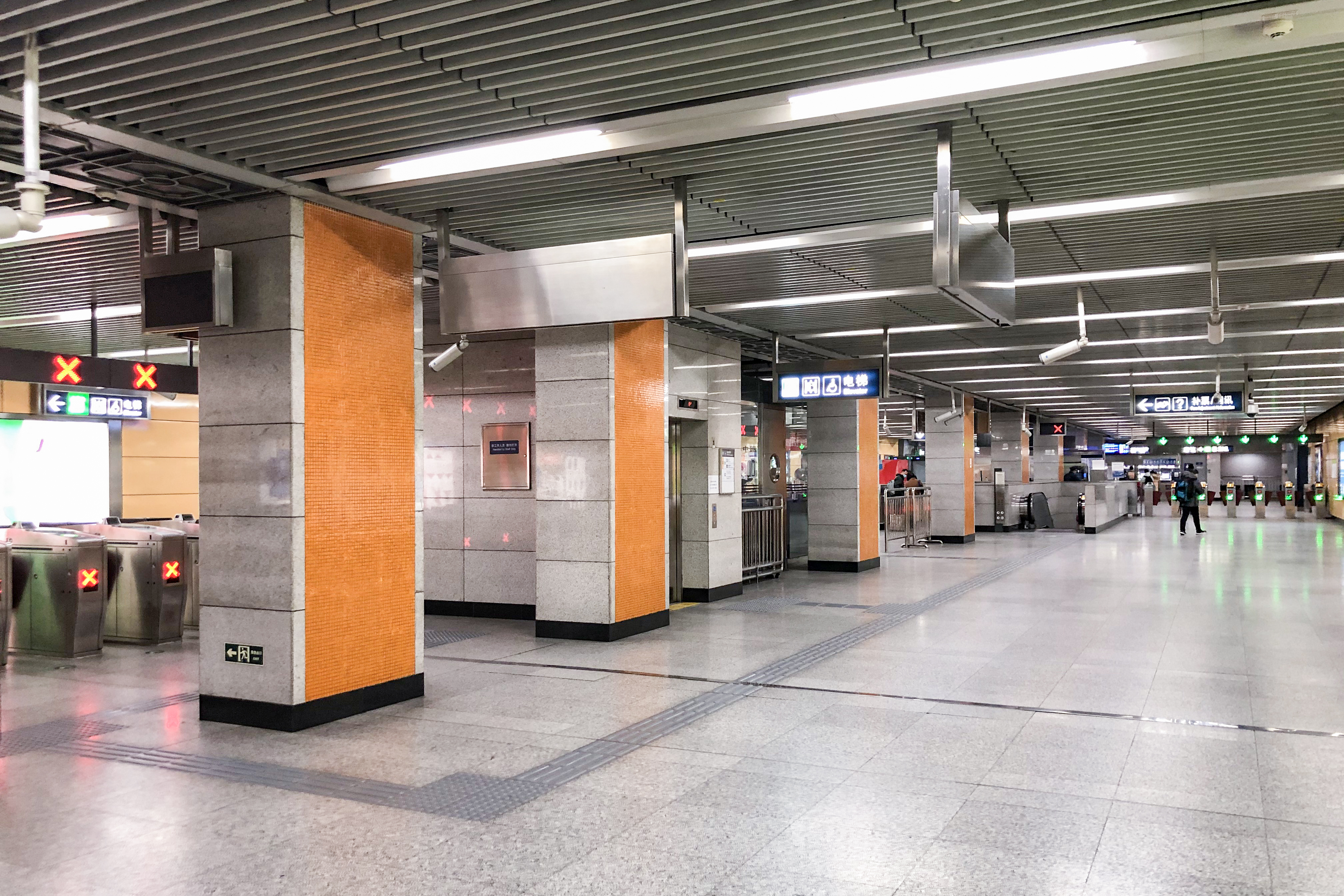
Atrio della stazione di Beigongmen con le decorazioni giallo chiaro.

Dal 30 dicembre 2010 la linea 4 condivide il percorso con la Linea Daxing; dalla stazione di Beigongmen si operano i servizi come segue:
- Un servizio che copre l'intera tratta, da Anheqiao Nord, da dove inizia la Linea 4, fino a Tiangongyuan, capolinea della Linea Daxing.[6]
- Un servizio ridotto che copre l'intera Linea 4 al quale si aggiunge la fermata Xingong della Linea Daxing, la prima stazione della Linea Daxing, quindi offrendo corse da Anheqiao Nord a Xingong. I passeggeri che intendono proseguire verso sud devono scendere e cambiare binario in direzione Tiangongyuan.[7]

La prima corsa direzione Anheqiao Nord parte tutti i giorni alle 5:54 da Beigongmen, mentre l'ultima alle 00:08. In direzione Tiangongyuan (linea Daxing), il primo treno opera alle ore 4:59 mentre l'ultimo alle 22:36. Inoltre, relativamente al servizio ridotto della linea, l'ultima corsa da Beigongmen parte alle 22:49 e termina a Gongyi Xiqiao alle 23:39.

### Tariffazione
- Beigongmen — Xingong (condiviso con la linea Daxing)
- Beigongmen — Tiangongyuan (condiviso con la linea Daxing)
- Beigongmen — Anheqiao Nord

Dalla stazione di Beigongmen la tariffazione parte da un prezzo di ¥3 (circa €0,40) a seconda della distanza di viaggio totale da percorrere, fino a un massimo di ¥7 (circa €1).

## Interscambi
Fermata autobus
Fuori l'uscita A1 e D della metropolitana è presente una fermata degli autobus chiamata proprio Metro Beigongmen (in cinese: 地铁北宫门站S, Dìtiě běigōngmén zhànP), situata lungo Yiheyuan Road. Dal lato dell'uscita A1 gli autobus viaggiano in direzione del Giardino botanico nazionale.